# قلعه گلن

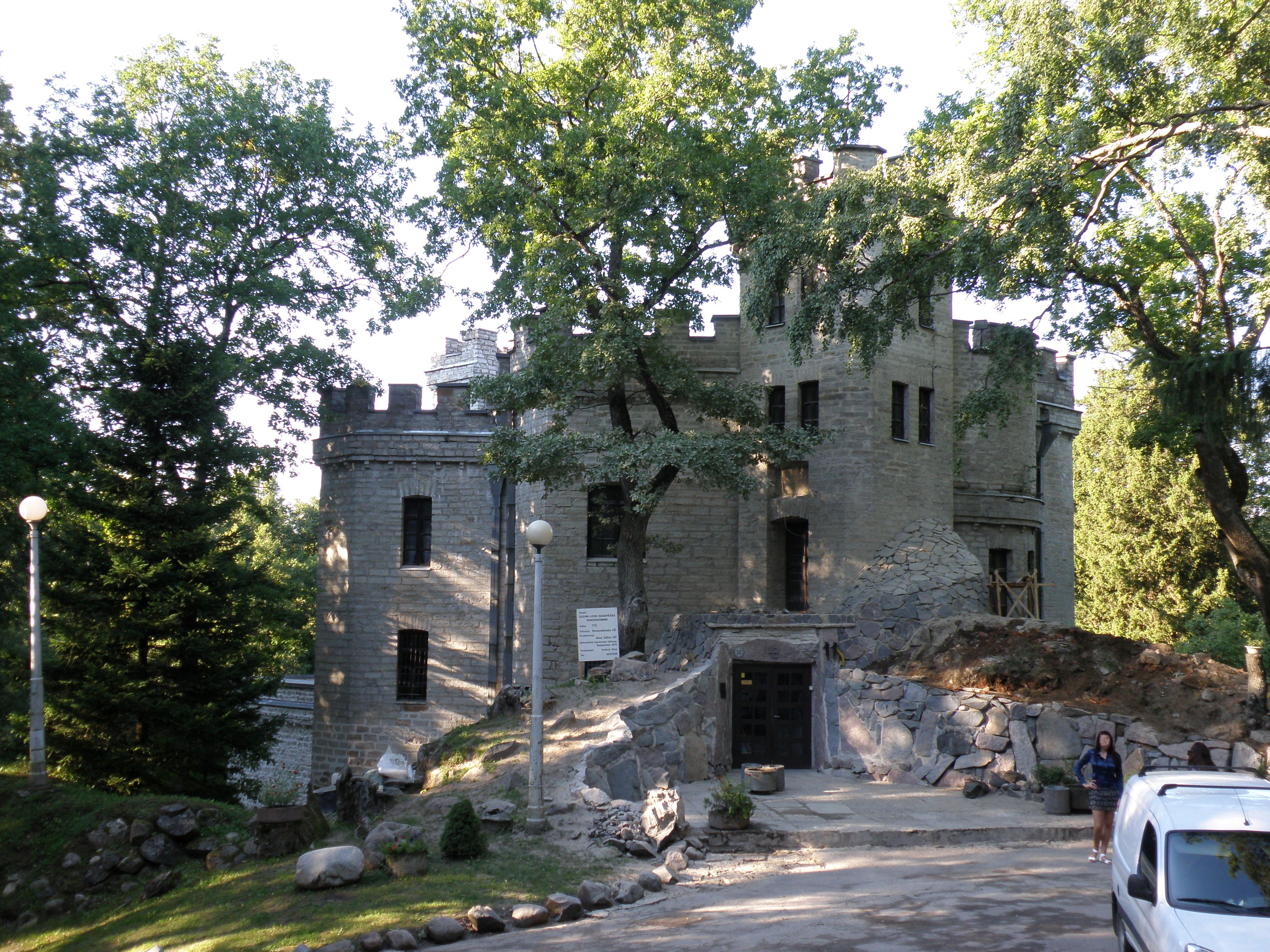
قلعه گلن

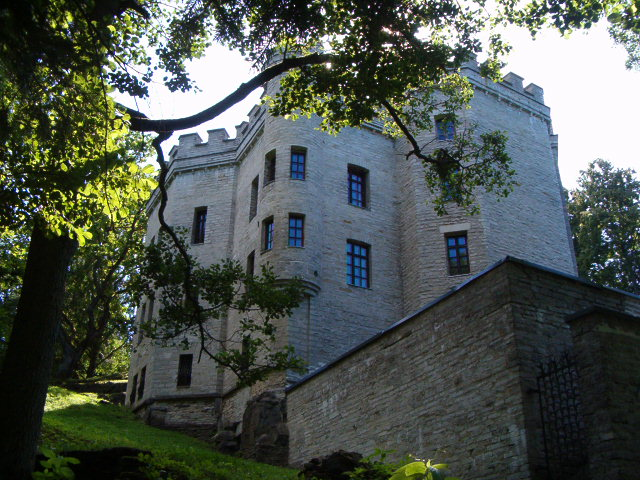

قلعه گلن (استونیایی: Glehni loss) یک قلعه در شهر تالین، استونی است.
این قلعه که بر روی تپه‌ای در ناحیه نومه قرار دارد در سال ۱۸۸۶ میلادی توسط نیکولای فن گلن ساخته شده است. قلعه پس از مهاجرت مالک در سال ۱۹۱۸ به آلمان مورد حمله و غارت قرار گرفت و رو به نابودی رفت، اما در دهه ۱۹۶۰ مرمت آن آغاز و در ۲۴ مارس ۱۹۷۷ افتتاح شد.

## نگارخانه

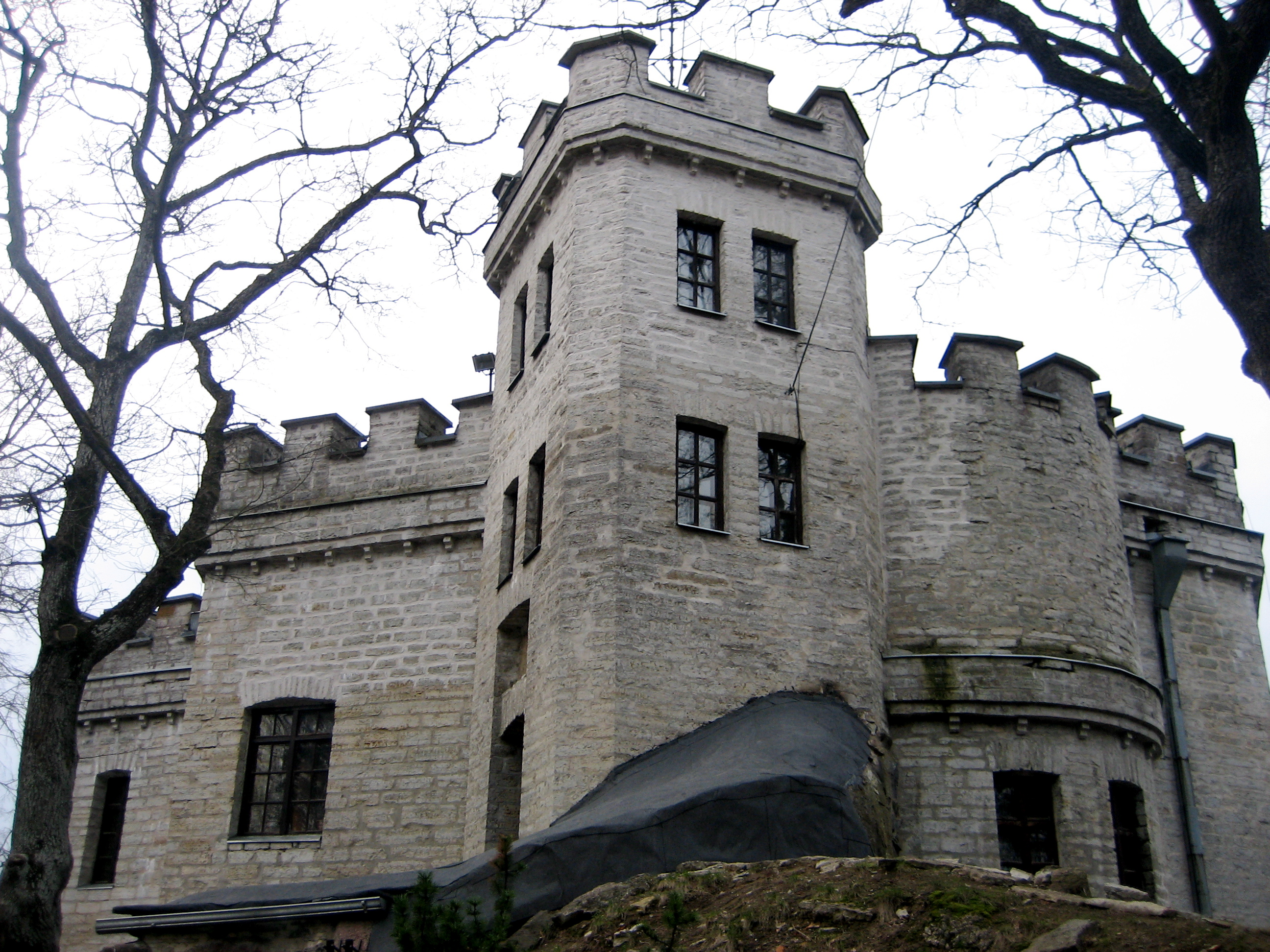
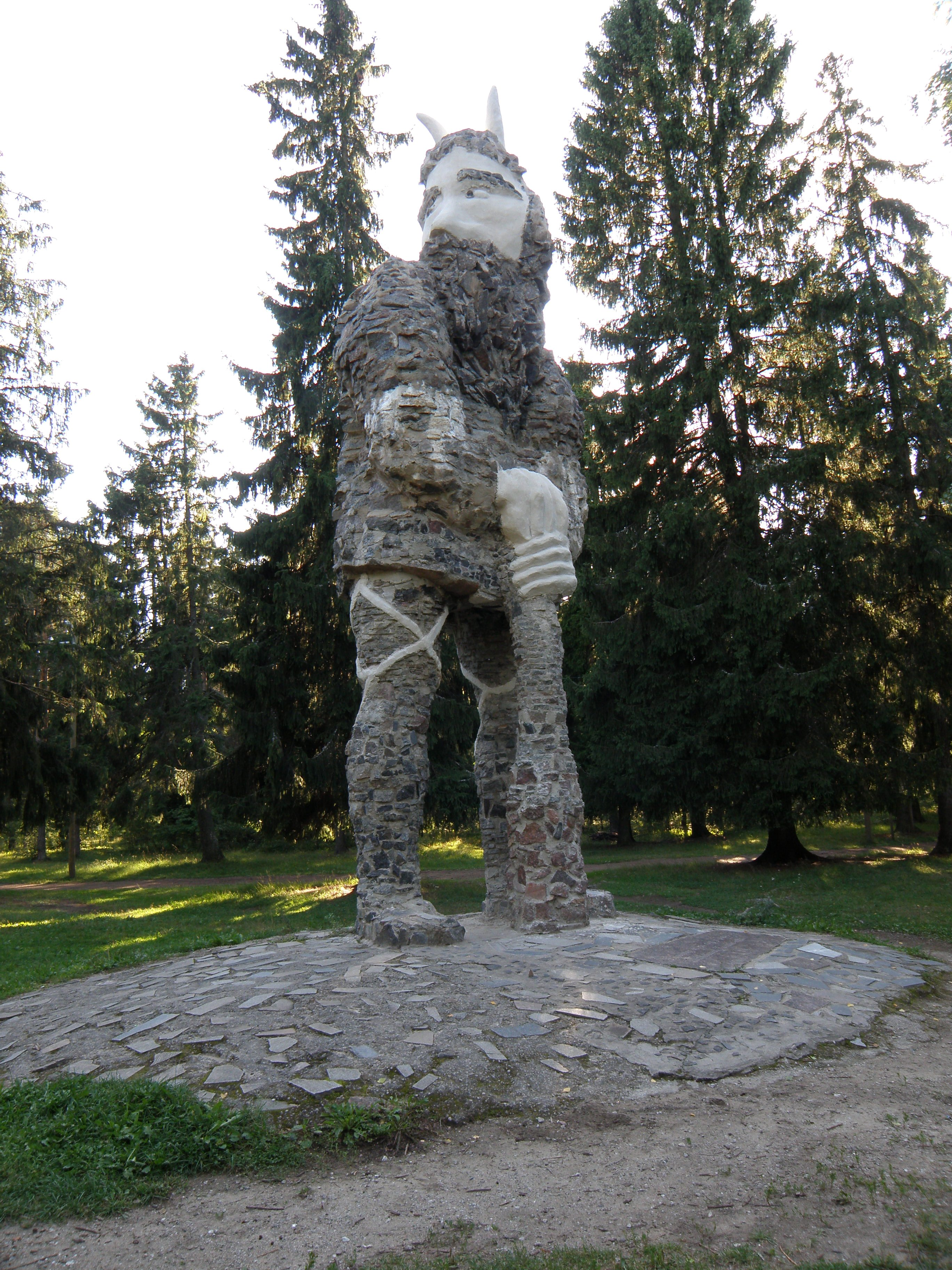
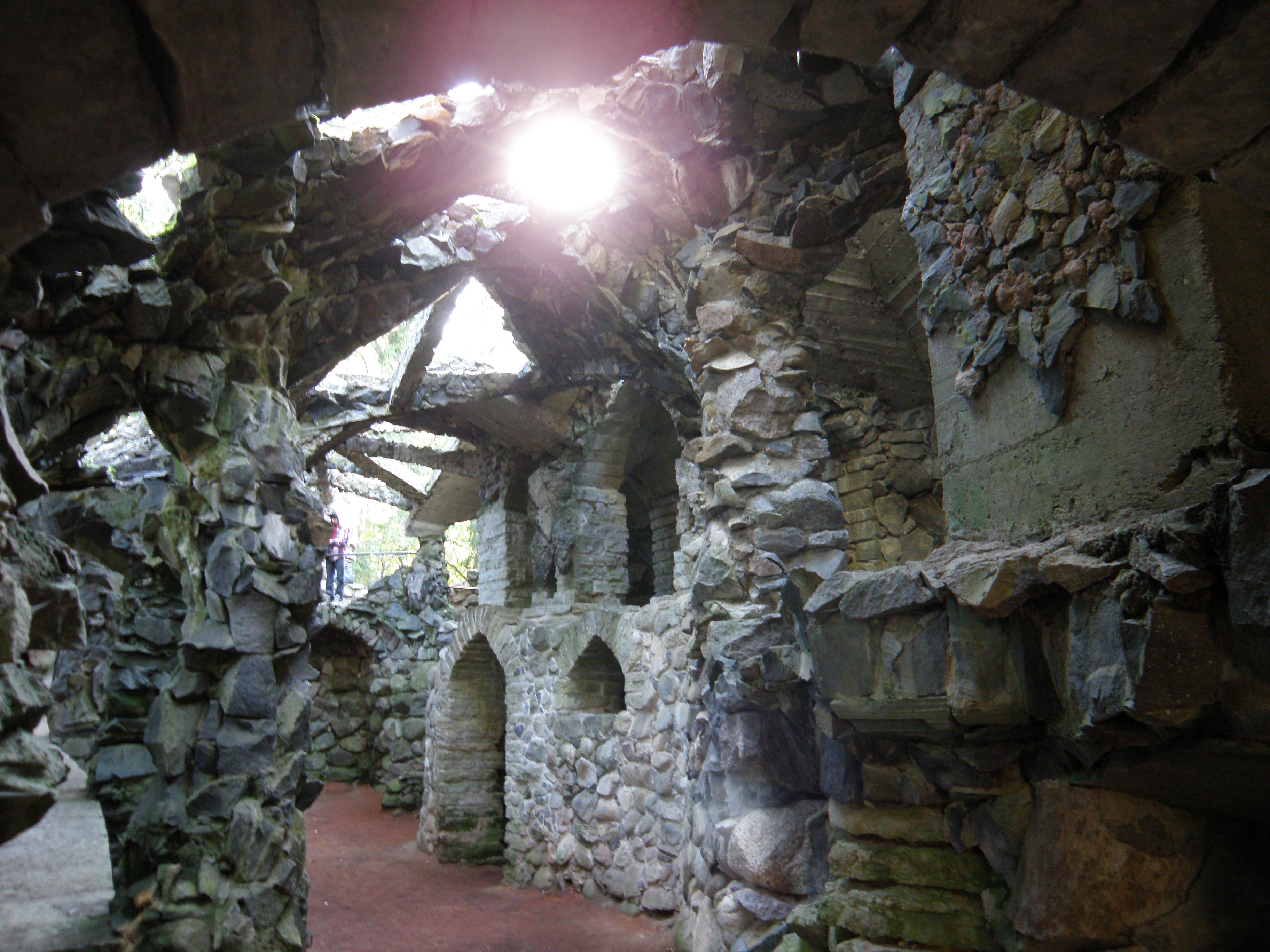
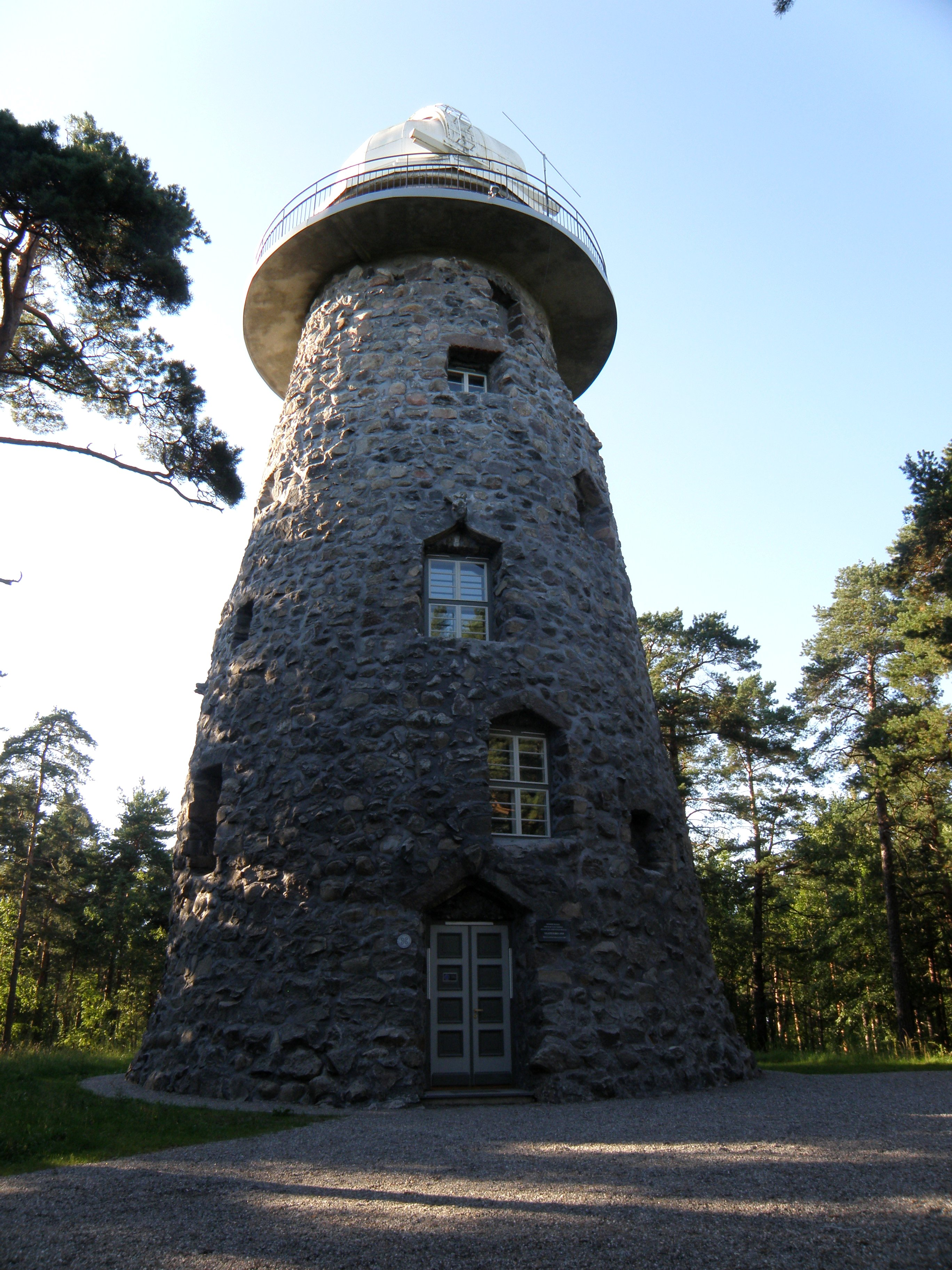
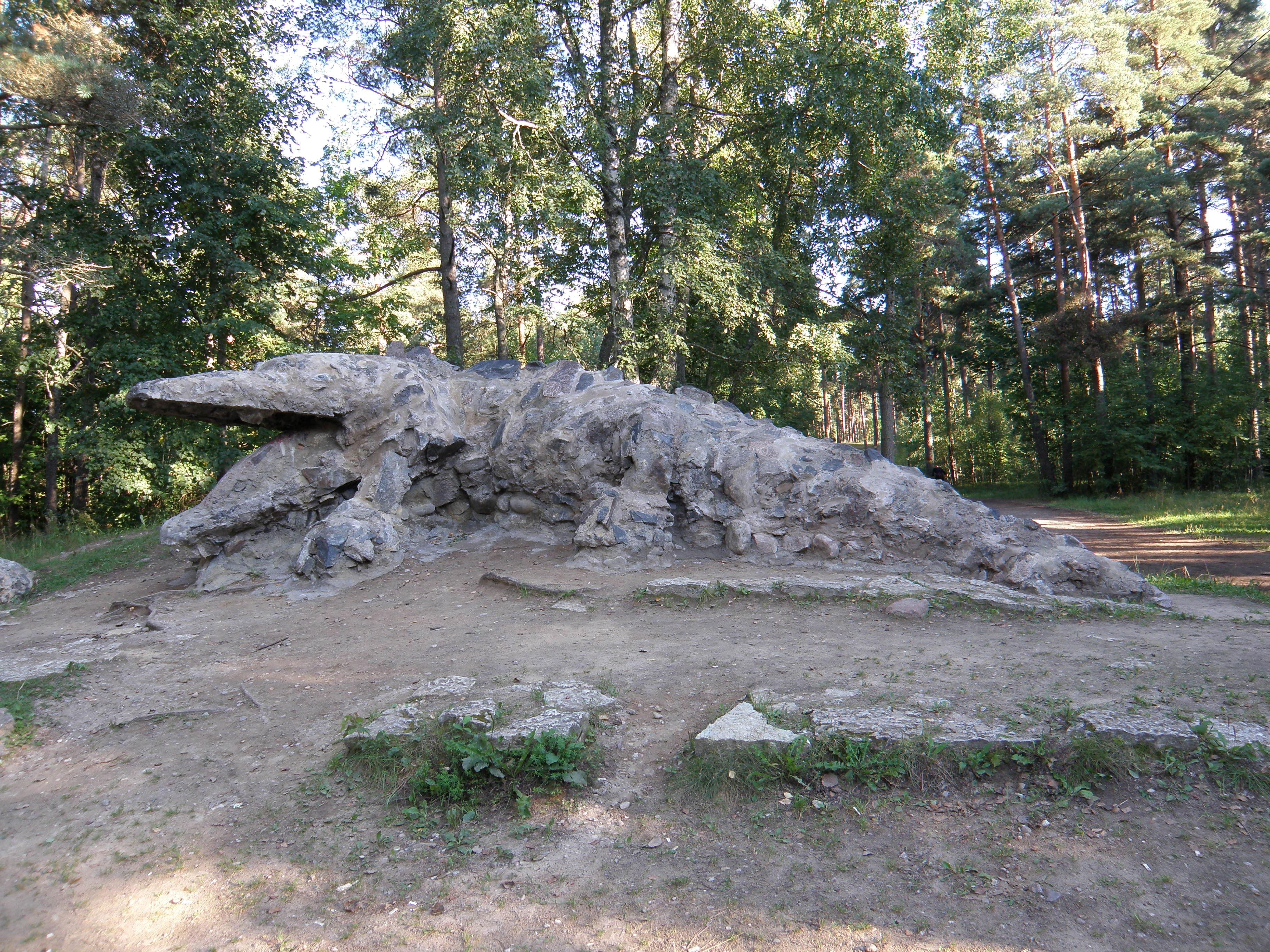